# 脳にスマホが埋められた!
『脳にスマホが埋められた!』（のうにスマホがうめられた）は、読売テレビ制作・日本テレビ系「木曜ドラマ」枠にて2017年7月6日から9月14日まで放送されたテレビドラマである。鈴木おさむが企画原案を手掛ける。主演は伊藤淳史。放送後は映像のDVD・ブルーレイ化はされず、いくつかの動画サイトの配信のみで視聴可能。

## あらすじ
アパレル会社「エグザルトン」に勤務する冴えない会社員・折茂圭太は4日前に突然、他人のスマホを覗き見出来る「脳内スマホ人間」にされてしまう。それ以降「ニャイン」を媒介に知りたくもない他人の本音に翻弄され辟易していた。そんな中、都市伝説を契機にスマホ人間に興味を抱いていた石野柳子は亡き母・修子の宿敵で「エグザルトン」社長・黒部仁への復讐の為にスマホ人間である圭太の力が必要と訴える。厄介事に巻き込まれたくない圭太は柳子の申し出を断るも、協力しなければ圭太自身にしか知り得ないある秘密を社内に暴露すると柳子に脅迫され、渋々承諾する。

## キャスト

### 主要人物
折茂圭太（おりも けいた）〈34〉
演 - 伊藤淳史
アパレル会社「エグザルトン」の総務課社員。スマホ人間。困った人を放っておけない性分。それ故に木吉佳蓮を助けたりした。実は元陸上部で土手の神様と呼ばれ、区間賞を貰ったこともある。本吉佳蓮は同郷。
石野柳子（いしの りゅうこ）
演 - 新川優愛（幼少期：佐藤音和）
「エグザルトン」契約パタンナー。
本名は黒部歩絵夢（くろべ ぽえむ）というキラキラネーム。圭太とは結構親しい。部々香の同僚かつ友人である。1度部々香に押しつぶされかけたりしている。
黒部仁（くろべ じん）
演 - 岸谷五朗
「エグザルトン」代表取締役社長。
安田部々香（やすだ ぶぶか）
演 - 安藤なつ（メイプル超合金）
「エグザルトン」契約パタンナー。かなりぽっちゃり系。愛称はぶぶちゃんで、柳子の同僚かつ友人で圭太を「折茂っち」と呼称する。木吉佳蓮の大ファンで、本人は陸上部で高飛びをしていたが、体型上信じてもらえない。両親も高飛びの選手。名前も高飛びで有名な選手のセルゲイ・ブブカから来ている。

### エグザルトン
東京都渋谷区神宮前2丁目12番26号に所在するアパレル会社。
蜂谷薫（はちや かおる）
演 - 野村麻純
「エグザルトン」総務課社員。
臼田定子（うすだ さだこ）
演 - ぼくもとさきこ
「エグザルトン」総務課社員。高い声と明るい性格の優しいタイプ。裁縫が得意で、本吉佳蓮の一件では裁縫を指揮した。
蟹江小夜（かにえ さよ）
演 - 結城モエ
「エグザルトン」総務課社員。新入社員。裁縫が得意。
楓（かえで）
演 - 中川知香
「エグザルトン」受付嬢。
栞（しおり）
演 - 新田祐里子
「エグザルトン」受付嬢。
栗山五月（くりやま さつき）
演 - 篠田麻里子
「エグザルトン」社員。総務課所属 → 商品部デザイナー。今どき口調で言いたいことをはっきり言うタイプ。しばらくデザイナーをしていなかったが、本吉佳蓮の一件からデザイナーを再開した。
竹ノ塚史郎（たけのづか しろう）
演 - 池田鉄洋
「エグザルトン」元総務課係長 → ラーメン屋台の店主。
藤木友里（ふじき ゆり）
演 - 西丸優子
「エグザルトン」社長秘書。
小堀守（こぼり まもる）
演 - 戸田昌宏
「エグザルトン」総務課課長。
気不味い話の際はキャラメルを持参する。スマホ人間に覚醒して3日間欠勤していた圭太を有給休暇扱いで処理していた。

### その他
田西譲司（たにし りょうじ）
演 - 岡田龍太郎
圭太とシェアハウスしている同居人。広告会社勤務。
愛花（あいか）〈9〉
演 - 高嶋琴羽
圭太の娘。
林家ぺー（はやしや ぺー） / 林家パー子（はやしや ぱーこ）
演 - 林家ぺー / 林家パー子
本人役（落語家）。

### ゲスト
第2話
相馬美羽
演 - 相楽樹
商品部所属。以前、大阪で圭太と働いていた後輩。
猪木
演 - 上山竜治
第3話
本吉佳蓮
演 - 秋元才加
「エグザルトン」の実業団チームに所属している総務課の社員。マラソンに類いまれな才能を有し、将来を担いオリンピックも夢では無かったが、右足に膝関節変形症を患ってしまう。かつて引退後に会社から首を切られた先輩を見ていた為に自分から走りを取ったら何も無くなると悲観し、それを圭太のスマホが感知していた。膝関節変形症を押して無茶してでも走り続けようとしていたが、圭太に自分が服が好きでデザイナーがやりたいと思っていた事を話され「やってもいないのに自分の限界を決めつけるな」という言葉で目を覚まし、圭太の協力を経てスポーツウェアを作りたい旨を吐露し、圭太率いる総務課のメンバーの協力を経てスポーツウェアを完成させ新しくスポーツウェアデザイナーの道を歩き出した。
遠山
演 - 宇佐美菜穂
第4話
柏木悠介
演 - 遠藤雄弥
パワハラの疑惑がある「エグザルトン」社員。
朝長真帆
演 - 松本穂香
「エグザルトン」で働くアパレル店員。
森脇
演 - 水田航生
久保田
演 - 庄野崎謙
第5話
安達信也
演 - 佐藤寛太（劇団EXILE）
折茂圭太とは別の脳内スマホ人間。
第6話
会沢聡
演 - 東根作寿英
蜂谷の見合い相手。
第7話
フローラ・キャンベル
演 - シャーロット・ケイト・フォックス
海外ブランド「マリーメリー」デザイナー。
第8話
小堀加代
演 - MEGUMI
小堀総務課課長の妻。
第9話
朝比奈
演 - 高月彩良
新しい社長秘書候補。
第10話
桝本
演 - 福士誠治
商品部本部長。圭太の同期。

## スタッフ
- 企画 - 鈴木おさむ『新企画』（幻冬舎 刊）
- 脚本 - 森ハヤシ、長谷川徹、筧昌也、山田能龍
- 演出 - 筧昌也、根本和政、坂本栄隆
- 主題歌 - 三浦大知「U」
- 音楽 - 兼松衆
- 技術協力 - 東通
- VFX・CG - スタジオ・バックホーン
- 美術協力 - BEENS
- 特殊造型 - 奥山友太
- 協力 - NTT都市開発
- チーフプロデューサー - 前西和成（読売テレビ）
- プロデューサー - 田中雅博・中間利彦（読売テレビ）、遠田孝一・伊藤達哉・椋尾由希子（MMJ）
- 制作協力 - MMJ
- 制作著作 - 読売テレビ

## 放送日程
| 各話   | 放送日  | ラテ欄                                            | 脚本            | 演出     |
| ------ | ------- | ------------------------------------------------- | --------------- | -------- |
| 第1話  | 7月06日 | 鈴木おさむ企画                                    | 森ハヤシ        | 筧昌也   |
| 第2話  | 7月13日 | 鈴木おさむ企画 4股ゲス女VSスマホ男                | 森ハヤシ        | 筧昌也   |
| 第3話  | 7月20日 | 爆弾抱えた女子ランナーVSスマホ男                  | 森ハヤシ        | 根本和政 |
| 第4話  | 7月27日 | パワハラ店員にスマホ男がブチ切れ                  | 長谷川徹        | 根本和政 |
| 第5話  | 8月03日 | 新たなスマホ男で大ゲンカ勃発!! 伊藤淳史VS新川優愛 | 森ハヤシ        | 坂本栄隆 |
| 第6話  | 8月10日 | 純愛を悪用する結婚詐欺師の秘密!?                  | 筧昌也 長谷川徹 | 筧昌也   |
| 第7話  | 8月17日 | 二股ゲス夫VS妻 泥沼の不倫バトル                   | 山田能龍        | 根本和政 |
| 第8話  | 8月24日 | 海外有名デザイナーと危ない逃避行                  | 森ハヤシ        | 筧昌也   |
| 第9話  | 8月31日 | 負ければクビ!? 火花散る女のバトル                 | 山田能龍        | 坂本栄隆 |
| 第10話 | 9月07日 | 過去との決別…因縁の同期バトル!                    | 森ハヤシ        | 根本和政 |
| 最終話 | 9月14日 | 因縁の親子喧嘩 スマホ男の衝撃結末                 | 森ハヤシ        | 根本和政 |